# Vero Volley Monza
Vero Volley Monza – włoski męski klub siatkarski, powstały w 1999 r. w Monzy.

## Nazwy klubu
- 1999-2003 Asystel Milano
- 2010-2012 CheBanca! Milano
- 2012-2015 Vero Volley Monza
- 2015-2018 Gi Group Monza[2]
- 2018-2023 Vero Volley Monza
- 2023- Mint Vero Volley Monza[3]

## Trenerzy
| Sezon     | W klubie      | Trener               |
| --------- | ------------- | -------------------- |
| 2010/2011 |               | Marco Fumagalli      |
| 2011/2012 | do 14.03.2012 | Luca Moretti         |
| 2011/2012 | od 15.03.2012 | Marco Fumagalli      |
| 2012/2013 | do 04.12.2012 | Marco Fumagalli      |
| 2012/2013 | od 05.12.2012 | Horacio Del Federico |
| 2013/2014 |               | Oreste Vacondio      |
| 2014/2015 |               | Oreste Vacondio      |
| 2015/2016 | do 30.03.2016 | Oreste Vacondio      |
| 2015/2016 | od 31.03.2016 | Francesco Cattaneo   |
| 2016/2017 |               | Miguel Angel Falasca |
| 2017/2018 |               | Miguel Angel Falasca |
| 2018/2019 | Fabio Soli    |                      |
| 2019/2020 | Fabio Soli    |                      |
| 2020/2021 | Fabio Soli    | do 19.10.2020        |
| 2020/2021 | od 19.10.2020 | Massimo Eccheli      |
| 2021/2022 |               | Massimo Eccheli      |
| 2022/2023 |               | Massimo Eccheli      |
| 2024/2025 |               | Massimo Eccheli      |

## Bilans sezon po sezonie[12]
| Sezon     | Rozgrywki ligowe | Rozgrywki ligowe | Puchar Włoch | Europejskie puchary | Europejskie puchary |
| Sezon     | Poziom           | Miejsce          | Puchar Włoch | Rozgrywki klubowe   | Osiągnięcie         |
| --------- | ---------------- | ---------------- | ------------ | ------------------- | ------------------- |
| 2009/2010 | Serie B2         |                  |              |                     |                     |
| 2010/2011 | Serie A2         | 10. miejsce      |              |                     |                     |
| 2011/2012 | Serie A2         | 7. miejsce       |              |                     |                     |
| 2012/2013 | Serie A2         | 5. miejsce       |              |                     |                     |
| 2013/2014 | Serie A2         | 2. miejsce       |              |                     |                     |
| 2014/2015 | Serie A1         | 10. miejsce      |              |                     |                     |
| 2015/2016 | Serie A1         | 10. miejsce      | ćwierćfinał  |                     |                     |
| 2016/2017 | Serie A1         | 7. miejsce       | ćwierćfinał  |                     |                     |
| 2017/2018 | Serie A1         | 5. miejsce       | ćwierćfinał  |                     |                     |
| 2018/2019 | Serie A1         | 8. miejsce       | ćwierćfinał  | Puchar Challenge    | 2. miejsce          |
| 2019/2020 | Serie A1         | —                | ćwierćfinał  |                     |                     |
| 2020/2021 | Serie A1         | 4. miejsce       | ćwierćfinał  |                     |                     |
| 2021/2022 | Serie A1         | 7. miejsce       | ćwierćfinał  | Puchar CEV          | 1. miejsce          |
| 2022/2023 | Serie A1         | 5. miejsce       |              |                     |                     |
| 2023/2024 | Serie A1         | 2. miejsce       | 2. miejsce   | Puchar Challenge    | 2. miejsce          |
| 2024/2025 | Serie A1         | 11. miejsce      |              | Liga Mistrzów       |                     |

- Sezon 2019/2020 we Włoszech został przerwany z powodu rozprzestrzenia się koronawirusa

Poziom rozgrywek:
     pierwszy, najwyższy ogólnokrajowy
     drugi
     trzeci
     czwarty
     piąty

## Sukcesy
Puchar Challenge:
- 2019, 2024[14]

Puchar CEV:
- 2022[15]

Serie A1:
- 2024[16]

## Zawodnicy

### Polacy w klubie
| Sezon     | W klubie      | Imię i nazwisko |
| --------- | ------------- | --------------- |
| 2019/2020 |               | Bartosz Kurek   |
| 2020/2021 | od 08.03.2021 | Mateusz Poręba  |

## Kadra

### Sezon 2025/2026[17]
| Nr                     | Imię i nazwisko    | Data ur. | Wzrost | Pozycja      |
| ---------------------- | ------------------ | -------- | ------ | ------------ |
| 2                      | Diego Frascio      | 2006     | 195    | atakujący    |
| 3                      | Gioele Taiwo       | 2006     | 198    | środkowy     |
| 6                      | Erik Röhrs         | 2001     | 201    | przyjmujący  |
| 7                      | Luka Marttila      | 2003     | 188    | przyjmujący  |
| 12                     | Leandro Mosca      | 2000     | 209    | środkowy     |
| 13                     | Thomas Beretta     | 1990     | 205    | środkowy     |
| Potwierdzone transfery |                    |          |        |              |
|                        | Krisztián Pádár    | 1996     | 197    | atakujący    |
|                        | Jan Zimmermann     | 1993     | 190    | rozgrywający |
|                        | Aidan Knipe        | 2001     | 188    | rozgrywający |
|                        | Leonardo Scanferla | 1998     | 184    | libero       |
|                        | Jacopo Larizza     | 1998     | 204    | środkowy     |

### Sezon 2024/2025
| Nr | Imię i nazwisko                   | Data ur. | Wzrost | Pozycja      |
| -- | --------------------------------- | -------- | ------ | ------------ |
| 1  | Woo-jin Lee                       | 2005     | 195    | przyjmujący  |
| 2  | Diego Frascio                     | 2006     | 195    | atakujący    |
| 3  | Gioele Taiwo                      | 2006     | 198    | środkowy     |
| 5  | Osmany Juantorena (do 06.03.2025) | 1985     | 200    | przyjmujący  |
| 6  | Erik Röhrs                        | 2001     | 201    | przyjmujący  |
| 7  | Luka Marttila                     | 2003     | 188    | przyjmujący  |
| 9  | Ibrahim Lawani                    | 2001     | 198    | atakujący    |
| 11 | Filippo Mancini                   | 2004     | 188    | rozgrywający |
| 12 | Leandro Mosca                     | 2000     | 209    | środkowy     |
| 13 | Thomas Beretta                    | 1990     | 205    | środkowy     |
| 14 | Fernando Kreling                  | 1996     | 185    | rozgrywający |
| 17 | Matteo Picchio                    | 2000     | 182    | libero       |
| 18 | Gabriele Di Martino               | 1997     | 199    | środkowy     |
| 19 | Taylor Averill                    | 1992     | 201    | środkowy     |
| 20 | Marco Gaggini                     | 2002     | 184    | libero       |
| 24 | Ivan Zaytsev (do 28.12.2024)      | 1988     | 202    | przyjmujący  |
| 31 | Arthur Szwarc                     | 1995     | 207    | atakujący    |

### Sezon 2023/2024
| Nr | Imię i nazwisko                | Data ur. | Wzrost | Pozycja      |
| -- | ------------------------------ | -------- | ------ | ------------ |
| 1  | Petar Višić                    | 1998     | 198    | rozgrywający |
| 4  | Eric Loeppky                   | 1998     | 197    | przyjmujący  |
| 6  | Francesco Comparoni            | 2001     | 204    | środkowy     |
| 7  | Stephen Maar                   | 1994     | 201    | przyjmujący  |
| 8  | Nik Mujanović (od 03.12.2023)  | 2004     | 203    | atakujący    |
| 9  | Ibrahim Lawani (do 11.11.2023) | 2001     | 198    | atakujący    |
| 10 | Flavio Morazzini               | 2005     | 184    | libero       |
| 11 | Gianluca Galassi               | 1997     | 201    | środkowy     |
| 12 | Ran Takahashi                  | 2001     | 188    | przyjmujący  |
| 13 | Thomas Beretta                 | 1990     | 205    | środkowy     |
| 14 | Fernando Kreling               | 1996     | 185    | rozgrywający |
| 18 | Gabriele Di Martino            | 1997     | 199    | środkowy     |
| 20 | Marco Gaggini                  | 2002     | 184    | libero       |
| 31 | Arthur Szwarc                  | 1995     | 207    | atakujący    |

### Sezon 2022/2023
| Nr | Imię i nazwisko                             | Data ur. | Wzrost | Pozycja            |
| -- | ------------------------------------------- | -------- | ------ | ------------------ |
| 1  | Petar Višić                                 | 1998     | 198    | rozgrywający       |
| 2  | Luka Marttila                               | 2003     | 188    | przyjmujący        |
| 3  | Matteo Pirazzoli                            | 2000     | 188    | libero             |
| 5  | Lorenzo Magliano                            | 2005     | 196    | przyjmujący        |
| 6  | Fernando Kreling                            | 1996     | 185    | rozgrywający       |
| 7  | Filippo Federici                            | 2000     | 172    | libero             |
| 8  | Stephen Maar                                | 1994     | 201    | przyjmujący        |
| 9  | Georg Grozer                                | 1984     | 201    | atakujący          |
| 11 | Gianluca Galassi                            | 1997     | 201    | środkowy           |
| 12 | Yosvany Hernandez Cardonell (od 10.01.2023) | 1991     | 201    | przyjmujący        |
| 13 | Thomas Beretta                              | 1990     | 205    | środkowy           |
| 15 | Uładzisłau Dawyskiba                        | 2001     | 196    | przyjmujący        |
| 17 | Jan Zimmermann (od 14.10.2022)              | 1993     | 190    | rozgrywający       |
| 18 | Gabriele Di Martino                         | 1997     | 199    | środkowy           |
| 31 | Arthur Szwarc                               | 1995     | 207    | środkowy/atakujący |

### Sezon 2021/2022
| Nr | Imię i nazwisko                       | Data ur. | Wzrost | Pozycja      |
| -- | ------------------------------------- | -------- | ------ | ------------ |
| 1  | Aleks Grozdanow                       | 1998     | 206    | środkowy     |
| 2  | Denis Karjagin                        | 2002     | 202    | przyjmujący  |
| 3  | Tomasz Calligaro                      | 1993     | 182    | rozgrywający |
| 4  | Donovan Džavoronok                    | 1997     | 202    | przyjmujący  |
| 5  | Santiago Orduna                       | 1983     | 185    | rozgrywający |
| 6  | Francesco Comparoni (do 18.10.2021)   | 2001     | 204    | środkowy     |
| 7  | Filippo Federici                      | 2000     | 172    | libero       |
| 8  | Alessandro Galliani                   | 1998     | 197    | przyjmujący  |
| 9  | Georg Grozer                          | 1984     | 201    | atakujący    |
| 11 | Gianluca Galassi                      | 1997     | 201    | środkowy     |
| 12 | Milan Katić (od 08.12.2021)           | 1993     | 202    | przyjmujący  |
| 13 | Thomas Beretta                        | 1990     | 205    | środkowy     |
| 14 | Tomislav Mitrašinović (do 17.12.2021) | 2000     | 206    | atakujący    |
| 15 | Uładzisłau Dawyskiba                  | 2001     | 196    | przyjmujący  |
| 20 | Marco Gaggini                         | 2002     | 184    | libero       |

### Sezon 2020/2021

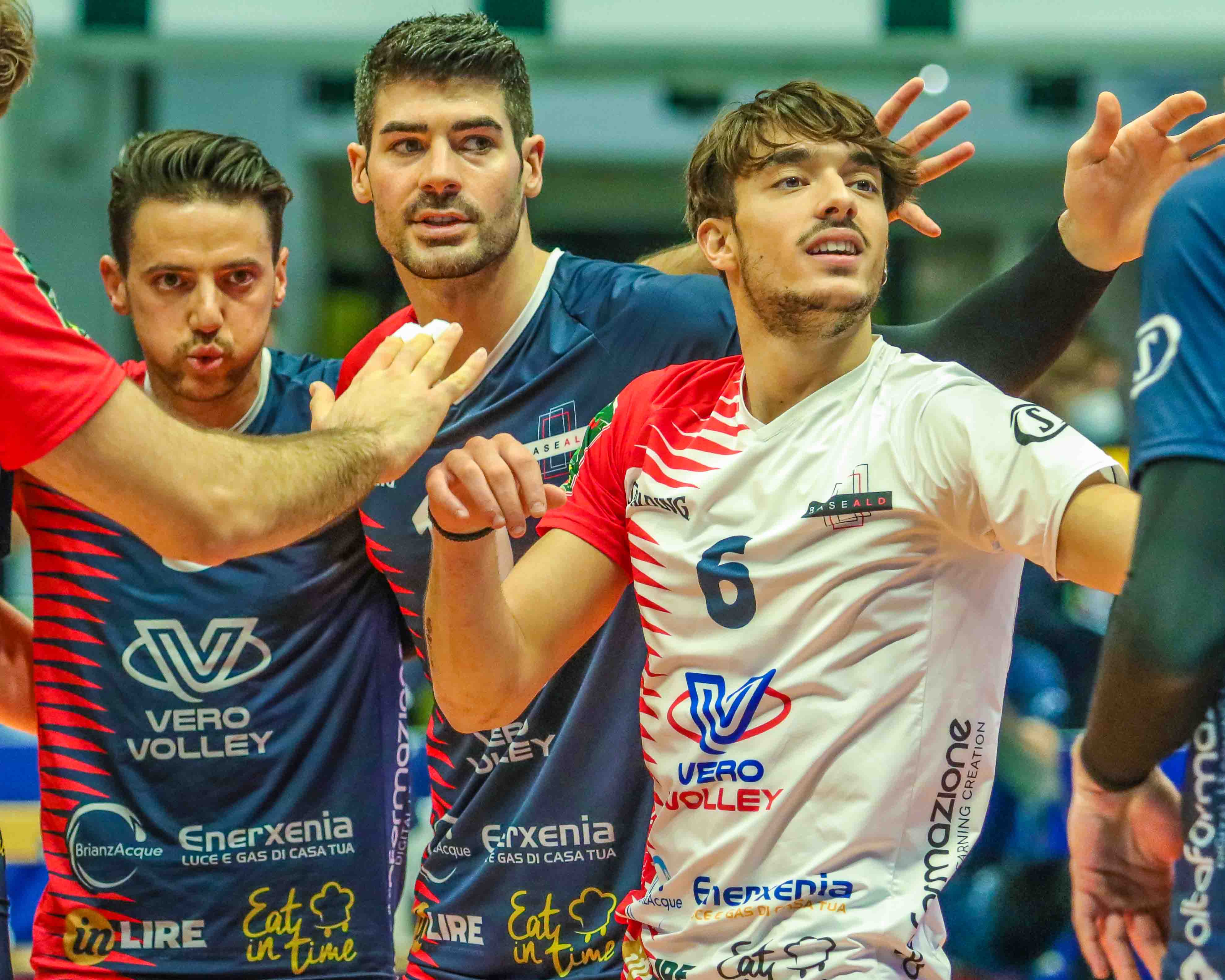
Zawodnicy Vero Volley Monza. Od lewej: Santiago Orduna, Filippo Lanza, Filippo Federici

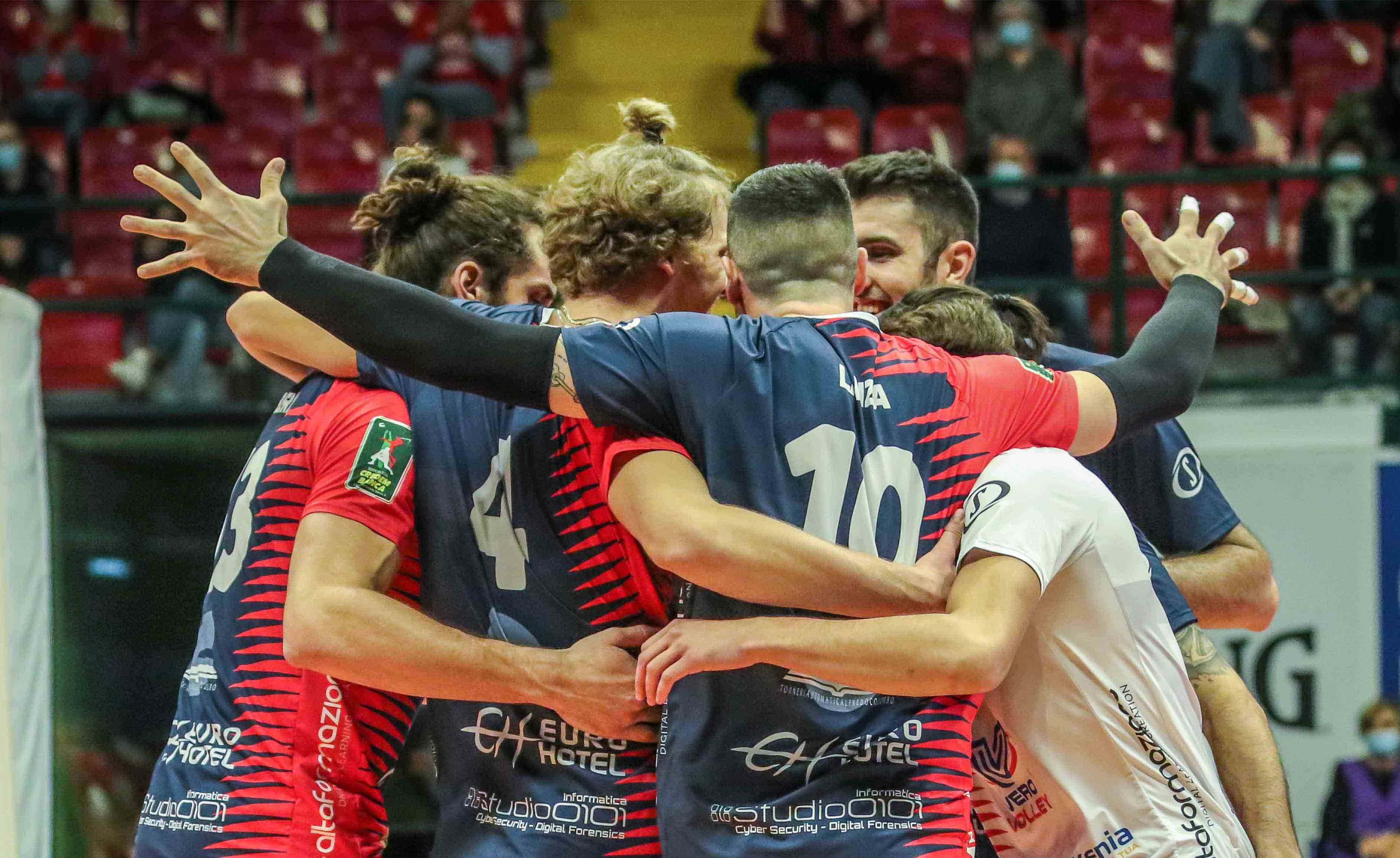
Zawodnicy Vero Volley Monza

| Nr | Imię i nazwisko                | Data ur. | Wzrost | Pozycja      |
| -- | ------------------------------ | -------- | ------ | ------------ |
| 1  | Adis Lagumdzija                | 1999     | 210    | atakujący    |
| 2  | Simone Falgari                 | 2001     | 188    | przyjmujący  |
| 3  | Tomasz Calligaro               | 1993     | 182    | rozgrywający |
| 4  | Donovan Džavoronok             | 1997     | 202    | przyjmujący  |
| 5  | Santiago Orduna                | 1983     | 185    | rozgrywający |
| 6  | Filippo Federici               | 2000     | 172    | libero       |
| 7  | Marko Sedlaček (do 03.12.2020) | 1996     | 202    | przyjmujący  |
| 9  | Davide Brunetti                | 1995     | 175    | libero       |
| 10 | Filippo Lanza                  | 1991     | 198    | przyjmujący  |
| 11 | Gianluca Galassi               | 1997     | 201    | środkowy     |
| 12 | Maxwell Holt                   | 1987     | 205    | środkowy     |
| 13 | Thomas Beretta                 | 1990     | 205    | środkowy     |
| 15 | Daniel Alejandro Ramirez Pita  | 1999     | 192    | atakujący    |
| 20 | Mateusz Poręba (od 08.03.2021) | 1999     | 203    | środkowy     |
| 21 | Uładzisłau Dawyskiba           | 2001     | 196    | przyjmujący  |

### Sezon 2019/2020
| Nr | Imię i nazwisko               | Data ur. | Wzrost | Pozycja      |
| -- | ----------------------------- | -------- | ------ | ------------ |
| 1  | Bartosz Kurek                 | 1988     | 205    | atakujący    |
| 2  | Gabriel Dimitrov              | 2001     | 202    | środkowy     |
| 3  | Tomasz Calligaro              | 1993     | 182    | rozgrywający |
| 4  | Donovan Džavoronok            | 1997     | 202    | przyjmujący  |
| 5  | Santiago Orduna               | 1983     | 185    | rozgrywający |
| 6  | Filippo Federici              | 2000     | 172    | libero       |
| 7  | Yacine Louati                 | 1992     | 197    | przyjmujący  |
| 10 | Riccardo Goi                  | 1992     | 174    | libero       |
| 11 | Gianluca Galassi              | 1997     | 201    | środkowy     |
| 12 | Wiktor Josifow                | 1985     | 205    | środkowy     |
| 13 | Thomas Beretta                | 1990     | 205    | środkowy     |
| 14 | Riccardo Capelli              | 2000     | 200    | przyjmujący  |
| 15 | Daniel Alejandro Ramirez Pita | 1999     | 192    | atakujący    |
| 16 | Lorenzo Giani                 | 2002     |        | rozgrywający |
| 18 | Paul Buchegger                | 1996     | 206    | atakujący    |
| 77 | Marko Sedlaček                | 1996     | 202    | przyjmujący  |

### Sezon 2018/2019
| Nr | Imię i nazwisko    | Data ur. | Wzrost | Pozycja      |
| -- | ------------------ | -------- | ------ | ------------ |
| 1  | Simone Buti        | 1983     | 208    | środkowy     |
| 3  | Tomasz Calligaro   | 1993     | 182    | rozgrywający |
| 4  | Donovan Džavoronok | 1997     | 202    | przyjmujący  |
| 5  | Santiago Orduna    | 1983     | 185    | rozgrywający |
| 6  | Andrea Galliani    | 1988     | 202    | przyjmujący  |
| 8  | Martins Arasomwan  | 1995     | 200    | środkowy     |
| 9  | Marco Rizzo        | 1990     | 185    | libero       |
| 10 | Amir Ghafur        | 1991     | 202    | atakujący    |
| 11 | Iacopo Botto       | 1987     | 190    | przyjmujący  |
| 12 | Wiktor Josifow     | 1985     | 205    | środkowy     |
| 13 | Thomas Beretta     | 1990     | 205    | środkowy     |
| 15 | Stefano Giannotti  | 1989     | 197    | atakujący    |
| 17 | Ołeh Płotnycki     | 1997     | 195    | przyjmujący  |
| 18 | Paul Buchegger     | 1996     | 206    | atakujący    |
| 27 | Matteo Picchio     | 2000     | 182    | libero       |

### Sezon 2017/2018
| Nr | Imię i nazwisko    | Data ur. | Wzrost | Pozycja      |
| -- | ------------------ | -------- | ------ | ------------ |
| 1  | Simone Buti        | 1983     | 208    | środkowy     |
| 4  | Donovan Džavoronok | 1997     | 202    | przyjmujący  |
| 5  | Davide Brunetti    | 1995     | 175    | libero       |
| 6  | Michal Finger      | 1993     | 201    | atakujący    |
| 7  | Kawika Shoji       | 1987     | 190    | rozgrywający |
| 8  | Brett Walsh        | 1994     | 195    | rozgrywający |
| 9  | Marco Rizzo        | 1990     | 185    | libero       |
| 10 | Jake Langlois      | 1992     | 208    | przyjmujący  |
| 11 | Iacopo Botto       | 1987     | 190    | przyjmujący  |
| 12 | Jernej Terpin      | 1996     | 190    | przyjmujący  |
| 13 | Thomas Beretta     | 1990     | 205    | środkowy     |
| 14 | Rocco Barone       | 1987     | 200    | środkowy     |
| 15 | Simon Hirsch       | 1992     | 205    | atakujący    |
| 16 | Federico Mazza     | 1996     | 200    | środkowy     |
| 17 | Ołeh Płotnycki     | 1997     | 195    | przyjmujący  |

### Sezon 2016/2017
| Nr | Imię i nazwisko        | Data ur. | Wzrost | Pozycja      |
| -- | ---------------------- | -------- | ------ | ------------ |
| 1  | Christian Fromm        | 1990     | 204    | przyjmujący  |
| 2  | Ivan Raič              | 1989     | 204    | atakujący    |
| 4  | Donovan Džavoronok     | 1997     | 202    | przyjmujący  |
| 5  | Nicola Daldello        | 1983     | 184    | rozgrywający |
| 6  | Andrea Galliani        | 1988     | 202    | przyjmujący  |
| 7  | Marco Rizzo            | 1990     | 185    | libero       |
| 8  | Marcello Forni         | 1980     | 200    | środkowy     |
| 9  | Nikola Jovović         | 1992     | 197    | rozgrywający |
| 10 | Jernej Terpin          | 1996     | 190    | przyjmujący  |
| 11 | Iacopo Botto           | 1987     | 190    | przyjmujący  |
| 12 | Pieter Verhees         | 1989     | 205    | środkowy     |
| 13 | Thomas Beretta         | 1990     | 205    | środkowy     |
| 15 | Simon Hirsch           | 1992     | 205    | atakujący    |
| 16 | Leandro Vissotto Neves | 1983     | 212    | atakujący    |
| 17 | Davide Brunetti        | 1995     | 175    | libero       |

### Sezon 2015/2016
| Nr | Imię i nazwisko       | Data ur. | Wzrost | Pozycja      |
| -- | --------------------- | -------- | ------ | ------------ |
| 2  | Ivan Raič             | 1989     | 204    | atakujący    |
| 3  | Andrea Sala           | 1978     | 202    | środkowy     |
| 5  | Nicola Daldello       | 1983     | 184    | rozgrywający |
| 6  | Andrea Galliani       | 1988     | 202    | przyjmujący  |
| 7  | Mario Mercorio        | 1983     | 191    | przyjmujący  |
| 8  | Davide Brunetti       | 1995     | 175    | libero       |
| 9  | Nikola Jovović        | 1992     | 197    | rozgrywający |
| 10 | Marco Rizzo           | 1990     | 185    | libero       |
| 11 | Iacopo Botto          | 1987     | 190    | przyjmujący  |
| 12 | Pieter Verhees        | 1989     | 205    | środkowy     |
| 13 | Thomas Beretta        | 1990     | 205    | środkowy     |
| 14 | Renan Zanatta Buiatti | 1990     | 217    | atakujący    |
| 15 | Tomas Rousseaux       | 1994     | 198    | przyjmujący  |
| 18 | Qi Gaoi               | 1993     | 195    | atakujący    |

### Sezon 2014/2015
| Nr | Imię i nazwisko      | Data ur. | Wzrost | Pozycja      |
| -- | -------------------- | -------- | ------ | ------------ |
| 1  | William Procopio     | 1990     | 180    | libero       |
| 2  | Alberto Elia         | 1985     | 205    | środkowy     |
| 3  | Swetosław Gocew      | 1990     | 205    | środkowy     |
| 4  | Maksim Botin         | 1983     | 194    | przyjmujący  |
| 5  | Simone Tiberti       | 1980     | 182    | rozgrywający |
| 6  | Andrea Galliani      | 1988     | 202    | przyjmujący  |
| 7  | Williams Padura Diaz | 1986     | 200    | atakujący    |
| 8  | Daniele De Pandis    | 1984     | 184    | libero       |
| 9  | Nikola Jovović       | 1992     | 197    | rozgrywający |
| 10 | Alejandro Vigil      | 1993     | 210    | środkowy     |
| 11 | Iacopo Botto         | 1987     | 190    | przyjmujący  |
| 12 | Chen Wang            | 1987     | 190    | atakujący    |
| 13 | Lorenzo Bonetti      | 1988     | 197    | przyjmujący  |